# Russischer Friedhof (Berlin-Tegel)

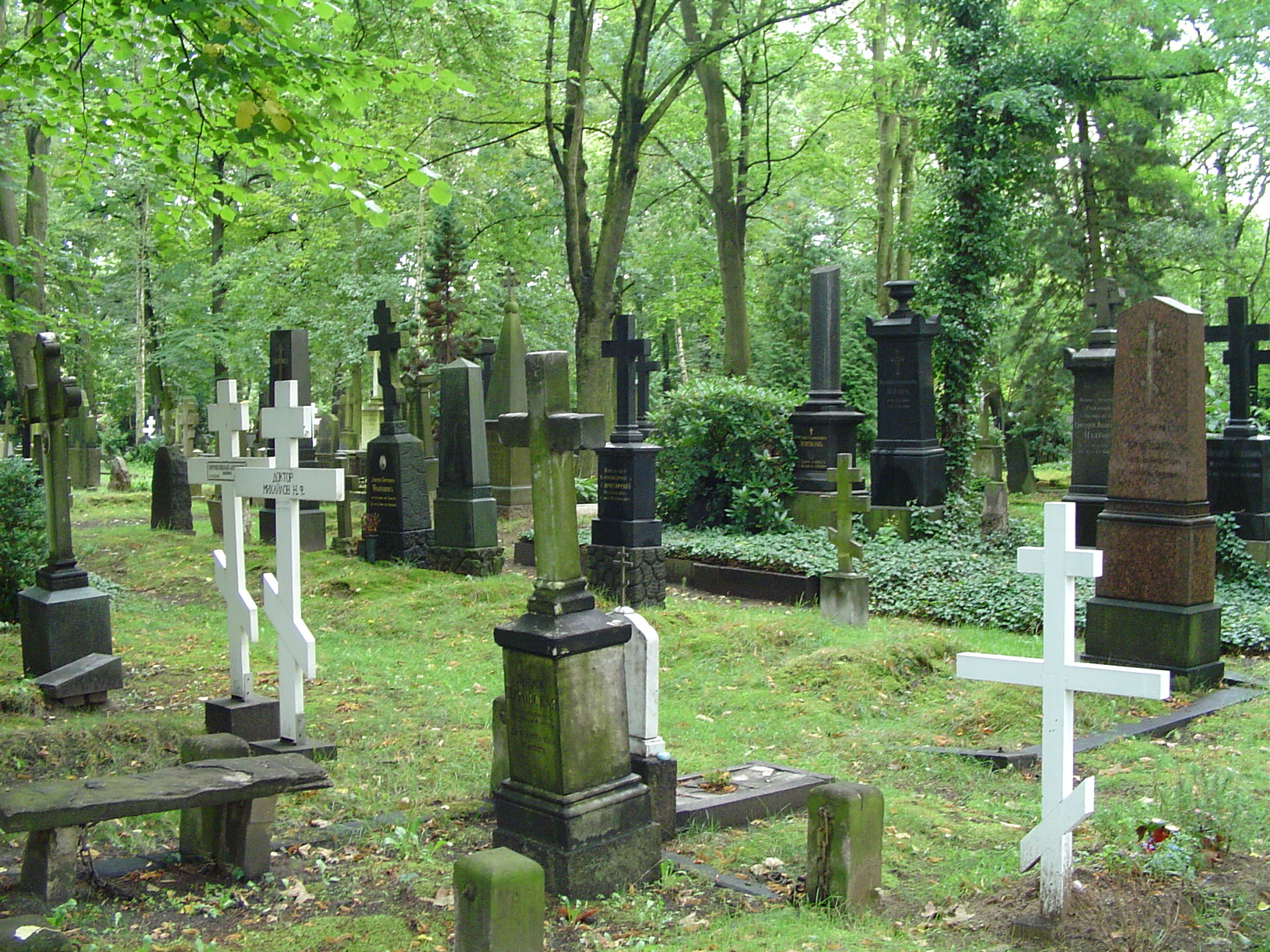
Russisch-orthodoxe Grabkreuze mit den typischen Schrägbalken

Der Russische Friedhof in der Wittestraße 37 in Berlin-Tegel (Bezirk Reinickendorf) ist der einzige zivile russisch-orthodoxe Begräbnisplatz in Berlin. Er wurde 1893 gegründet und wurde später für zahlreiche Exilrussen in Deutschland, darunter auch viele bekannte Adelige, zur letzten Ruhestätte. Er ist Eigentum der Bruderschaft des heiligen Fürsten Wladimir.

## Geschichte
Im 17. und frühen 18. Jahrhundert, besonders nach der Eröffnung der russischen Gesandtschaft im Jahre 1706, war die russische Gemeinde in Berlin bereits so zahlreich, dass sich die Frage nach einer orthodoxen Kapelle stellte. Vorerst dienten Räume in privaten Anwesen als Gottesdienststätten. Im Jahre 1718, als Graf Alexander Golowkin (andere Schreibweise Aleksandr Gavrilovč Golovkin) Botschafter Russlands in Preußen wurde, eröffnete direkt in der Botschaft eine ständige Kapelle. Diese Kapelle zog um, wenn die Botschaft umzog, und sie wurde während des Siebenjährigen Krieges und im Jahre 1812, als Preußen mit Napoleon koalierte, evakuiert. In der Botschaftskapelle in der Straße Unter den Linden wurden so von 1837 bis 1922 Gottesdienste abgehalten.
Zur Anlage eines eigenen Friedhofes ergriff der Vorsteher der Botschaftskapelle, Erzpriester Alexei Malzew, 1890 zusammen mit der Bruderschaft des heiligen Fürsten Wladimir die Initiative. Diese wohltätige Bruderschaft, die auf Unterstützung von Kaiser Alexander III., von Großfürst Wladimir Alexandrowitsch sowie der jeweiligen Botschafter zählen konnte und zu deren Ehrenmitgliedern einflussreiche Personen wie Nikolai von Japan, Theophan Goworow, Johannes von Kronstadt, Großfürstin Jelisaweta Fjodorowna und Großfürst Pawel Alexandrowitsch gehörten, erwarb im Oktober 1892 das über 18.000 m² große Grundstück für den Preis von 28.000 Mark. Bis dahin wurden orthodoxe Christen vorwiegend auf bestehenden, meist protestantischen Berliner Friedhöfen bestattet. Auch wollte die Gemeinde auf dem erworbenen Grundstück ein neues Gotteshaus bauen.

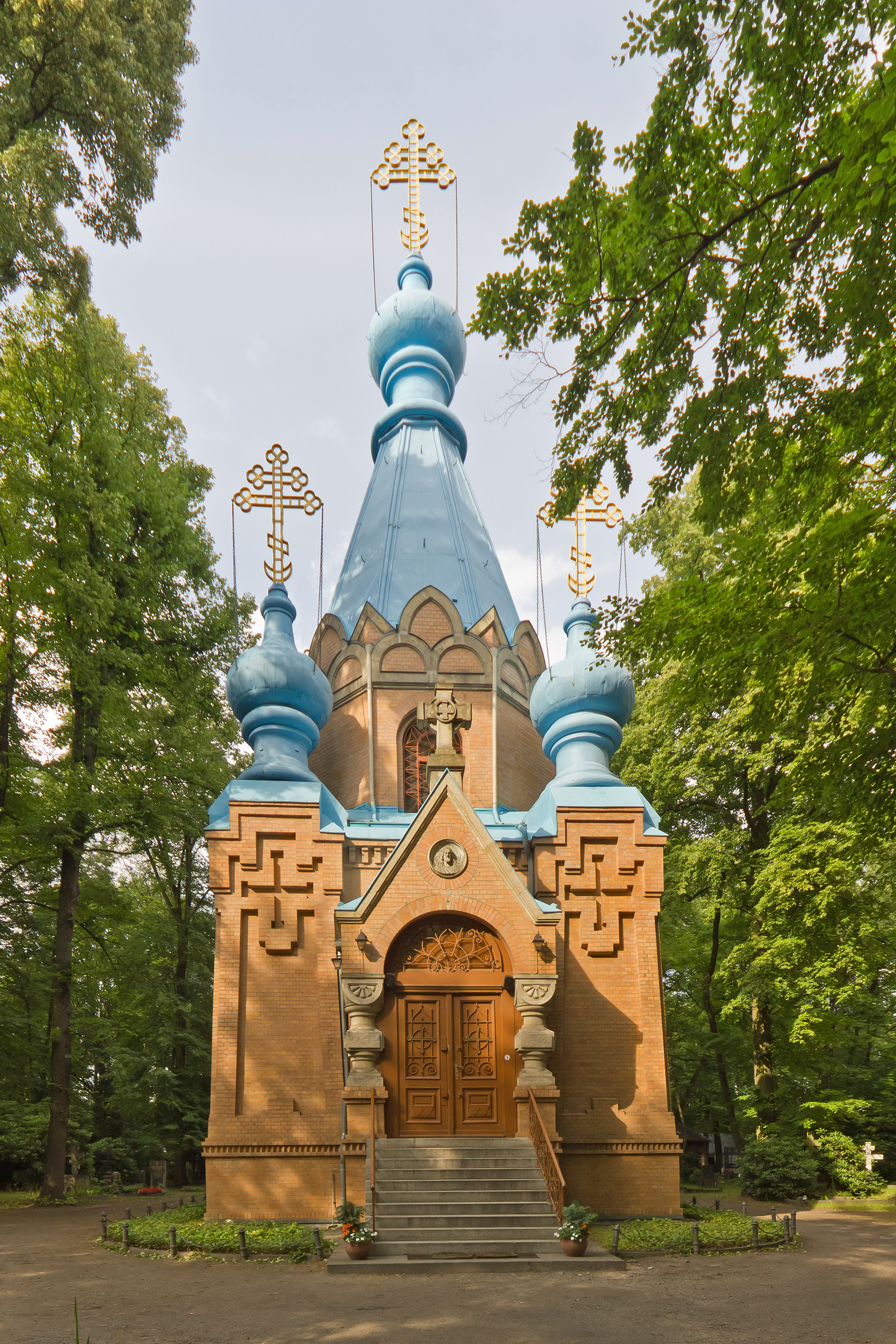
St.-Konstantin-und-Helena-Kirche, zugleich Friedhofskapelle

Die Grundsteinlegung für die Kirche erfolgte am 3. Juni 1893, dem Tag der Apostelgleichen Konstantin der Große und Helena, die damit auch namensgebend für die Kirche wurden. Bereits weniger als ein Jahr später konnte das neue Kirchengebäude geweiht werden. Dieses wurde nach Plänen des deutschen Architekten Albert Bohm gebaut und lehnt sich mit seinen fünf zwiebelturmartigen, heute blau angestrichenen Kuppeln architektonisch an andere bekannte russisch-orthodoxe Kirchenbauten an, beispielsweise an die Basilius-Kathedrale in Moskau. Außer dem Kirchengebäude errichtete man auf dem Friedhofsgrundstück ein Pförtnerhaus sowie einige Wirtschaftsgebäude. Im November 1902 berichtete das Berliner Tageblatt über einen Einbruch in diese Kapelle, bei dem die Diebe eine schwere verzierte goldene Bibel, den Inhalt mehrerer Sammelbüchsen und drei versilberte Alfenide-Teller erbeuteten.
Die Anlage des Friedhofs rund um die Kirche, die auch als Friedhofskapelle vorgesehen wurde, vollzog sich zeitgleich mit deren Bau. Dafür wurden auf Anweisung von Kaiser Alexander III. eigens 4000 Tonnen Erde aus Russland hierher gebracht und das Friedhofsgebiet wurde 5 cm dick mit dieser Erde bedeckt, damit die russischen Verstorbenen gemäß der orthodoxen Tradition in heimatlicher Erde beigesetzt werden konnten. Die offizielle Einweihung der neuen Begräbnisstätte erfolgte am 2. Juni 1894.

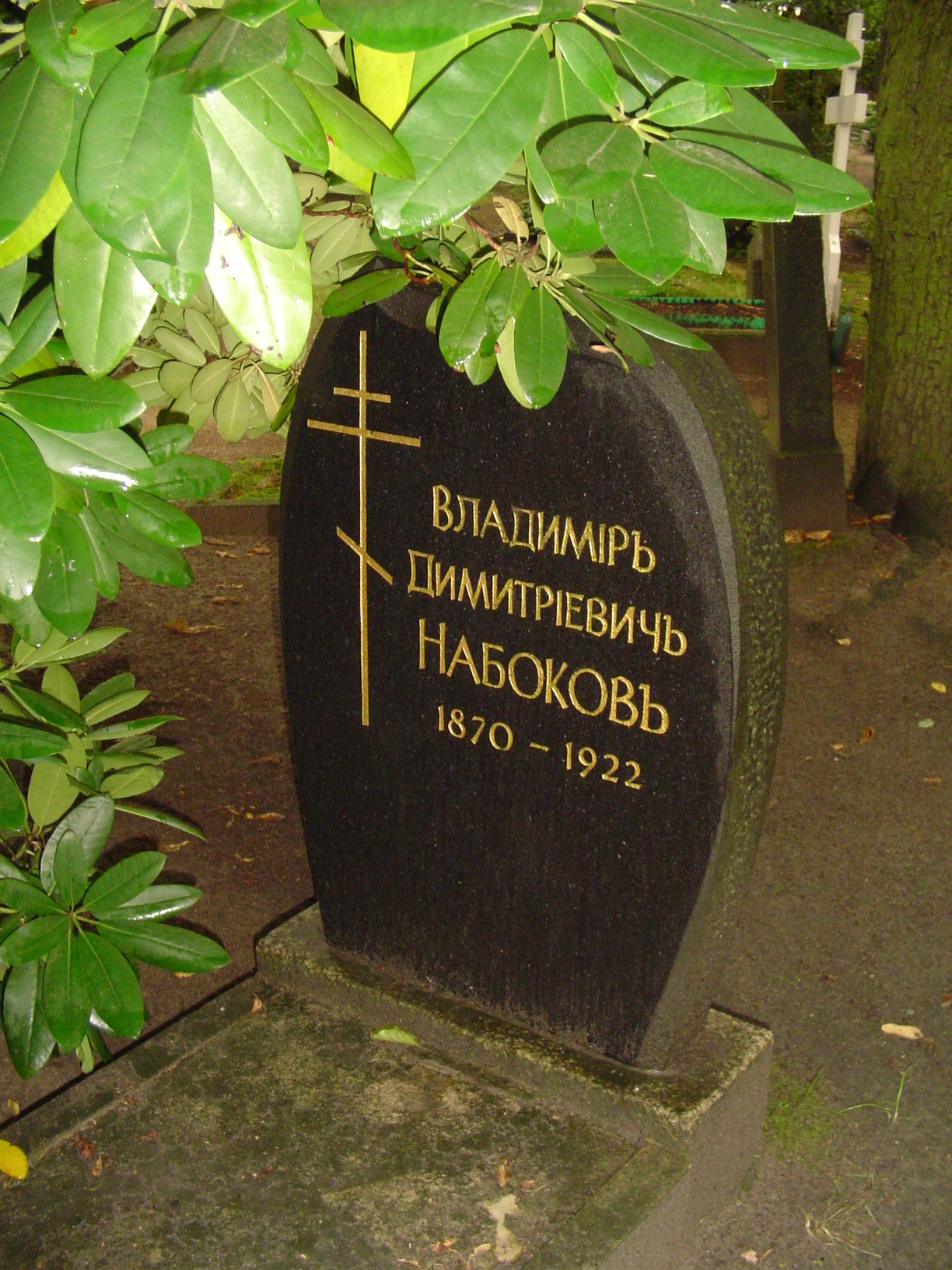
Ruhestätte von Wladimir Dmitrijewitsch Nabokow

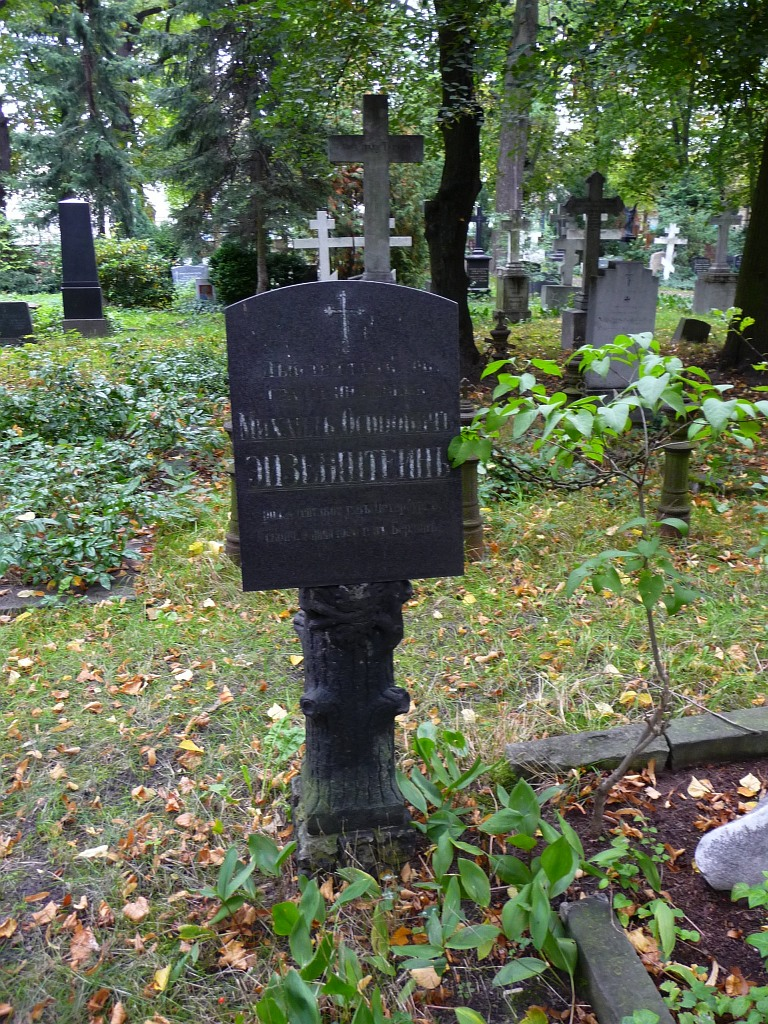
Michail Ossipowitsch Eisenstein

In den Wirtschaftsgebäuden der Bruderschaft, die auf dem gleichen Areal gebaut wurden, fanden Bedürftige Arbeit. Die Blumen aus den Treibhäusern der Bruderschaft erlösten jährlich bis zu 19.000 Mark. Die Setzerei produzierte Übersetzungen russischer liturgischer Texte in die deutsche Sprache. Im Brüderhaus Alexander III. entstanden eine Bibliothek mit 3000 Bänden und ein Geschichtsmuseum mit Ikonen, Bildern, Gravuren, Handschriften usw. Der wirtschaftliche Erfolg erlaubte es der Bruderschaft, weitere orthodoxe Kirchen in anderen Städten Deutschlands zu gründen. Nachdem der Erste Weltkrieg das Bruderschaftsleben praktisch zum Erliegen gebracht hatte, wurde es von 1919 bis 1922 wiederbelebt und das Brüderhaus fungierte als Zentrum der russischen Emigration. Für Flüchtlinge wurden Schulen und Wohnheime gebaut, Gräber für die Opfer des Ersten Weltkrieges und des Russischen Bürgerkrieges angelegt. Fortan wurde der Russische Friedhof in Tegel zur letzten Ruhestätte für Mitglieder des russischen Hochadels, für ranghohe Offiziere, Künstler und Intellektuelle. Bis heute erinnern zum Teil prachtvolle Erbbegräbnisse – aber auch schlichte Holzkreuze – mit prominenten Adelsfamiliennamen wie beispielsweise Kropotkin, Golizyn und Daschkow an die Blütezeit sowohl der russischen Gemeinde Berlins als auch ihrer Begräbnisstätte. Ein großes Denkmal an der nördlichen Friedhofsmauer erinnert an den in Berlin verstorbenen Komponisten Michail Glinka, der allerdings nicht hier, sondern in Sankt Petersburg begraben liegt. Freilich fanden auf dem Friedhof auch einfache Russen ihre letzte Ruhe: So wurden hier in den beiden Weltkriegen in Kriegsgefangenschaft verstorbene Soldaten beerdigt, woran bis heute zwei Gedenkstätten erinnern.
Während des Dritten Reiches gab die Bruderschaft ihre kirchliche Neutralität auf und wurde Teil der Deutschen Diözese der Russischen Auslandskirche. Im April 1945 wurde das Zentrum der Bruderschaft von den Kämpfen um Berlin stark in Mitleidenschaft gezogen. Das Archiv ging verloren, die Gebäude wurden beschädigt und geplündert. Am Ende des Zweiten Weltkriegs waren zudem viele Grabmäler beschädigt und mussten nach dem Krieg mühsam repariert werden. An den Zweiten Weltkrieg erinnert nun das Eingangstor an der Wittestraße: Dort hängen neun Glocken, die von den deutschen Truppen während des Krieges gegen die Sowjetunion geraubt und nach Deutschland transportiert, später aber von der Roten Armee wieder sichergestellt wurden. Die älteste dieser Glocken wurde bereits 1899 gegossen.
Nach dem Krieg musste die Bruderschaft den Friedhof der neuen Kirchengemeinde des Moskauer Patriarchats in Berlin übergeben. Ihr Geschäftsführer Nikolaj Iwanowitsch Globatschew wurde in der Sowjetunion interniert und starb 1947 in einem Gulag. Von Bad Kissingen aus kämpfte die Bruderschaft nach 1945 unter der Fürstin Vera von Russland um die Rückgabe ihres Eigentums, im Jahre 1967 wurde ihr vom Gericht letztinstanzlich Recht gegeben. Die französische Besatzungsmacht verhinderte jedoch auf Druck der sowjetischen Regierung die Vollstreckung des Urteils. Die an Geldnot leidende Bruderschaft verkaufte das Grundstück 1970 an die Stadt Berlin, die Friedhof und Kirche dem Moskauer Patriarchat überließ, das Brüderhaus jedoch abreißen und dessen Gelände in ein Gewerbegebiet umwandeln ließ.
In der zweiten Hälfte des 20. Jahrhunderts verlor der Friedhof zunehmend wieder an Bedeutung, nicht wenige erhaltenswerte Grabmäler waren sogar vom Verfall bedroht und sind es teilweise noch immer (Beginn der 2020er Jahre). Seit den 1990er Jahren ist jedoch eine gewisse Wiederbelebung des Russischen Friedhofs zu verzeichnen, da sich viele der in Berlin lebenden Emigranten der postsowjetischen Welle hier bestatten lassen. Die lange vernachlässigte, denkmalgeschützte Friedhofskirche konnte im Jahre 2005 mit Hilfe von privaten Spenden restauriert werden. Friedhof und Kirche gingen 2006 wieder in den Besitz der Bruderschaft zurück.

## Gräber bekannter Persönlichkeiten

### Russen
- Juli Issajewitsch Aichenwald (1872–1928), russischer Literaturkritiker
- Nikolai Petrowitsch Bogdanow-Belski (1868–1945), russischer Künstler
- Alexander Iwanowitsch Beresowski (1867–1940), russischer General[9]
- Ippolit Nikolajewitsch Djakow (1865–1934), russischer Staatsrat, Oberbürgermeister von Kiew[9]
- Michail Ossipowitsch Eisenstein (1867–1920), Architekt
- Robert Erhardt (1874–1941), deutsch-baltischer Unternehmer sowie Politiker. Von 1919 bis 1920 war er Finanzminister der Republik Lettland. Onkel des deutschen Schauspielers und Komikers Heinz Erhardt.
- Erzbischof Feofan (1954–2017), russisch-orthodoxer Erzbischof von Berlin und Deutschland
- Alexander Wassiljewitsch Kriwoschein (1857–1921), polnisch-russischer Jurist und Politiker
- Wladimir Dmitrijewitsch Nabokow (1870–1922), russischer Jurist, Diplomat und Publizist, Vater des Schriftstellers Vladimir Nabokov
- Gleb Alexandrowitsch Rahr (1922–2006), exilrussischer Journalist und Kirchenhistoriker
- Wladimir Alexandrowitsch Suchomlinow (1848–1926), russischer Kriegsminister
- Sergei Nikolajewitsch Swerbejew (1857–1922), russischer Diplomat

### Ukrainer
- Nikolaus Ritter von Wassilko (1868–1924), zuerst österreichischer, später ukrainischer Politiker und Diplomat im Ministerrang
- Igor Korniljewitsch Smolitsch (1898–1970), exilrussischer Kirchenhistoriker

Auf dem Friedhof befinden sich auch Grabstätten für zwölf sowjetische Zwangsarbeiter bzw. deren Kinder sowie für sechs gefallene Rotarmisten.